# Miguel Gual Camarena
Miguel Gual Camarena (Jeresa, 20 de enero de 1916-Granada, 24 de diciembre de 1974) fue un historiador y medievalista español, especializado en el estudio de la Baja Edad Media en la península ibérica, en especial la historia del Reino de Valencia y la de los Reyes Católicos.
Estudió en la Universidad de Valencia, y fue profesor tanto en esta como en la Universidad Laboral de Tarragona, la Universidad de Barcelona y la Universidad de Granada, siendo en esta última catedrático. Fue autor de obras como Precedentes de la Reconquista valenciana (1952), La forja de la unidad hispana (1475-1476). Materiales para su estudio (1955), El primer manual hispánico de mercadería (siglo XIV) (1981) o Las cartas pueblas del Reino de Valencia: contribución al estudio de la repoblación valenciana (1989), entre otras.